# Adolphe Pégoud
Adolphe Célestin Pégoud (13 de junho de 1889 - 31 de agosto de 1915) foi um conhecido piloto militar francês e o primeiro ás da aviação. Conhecido piloto de acrobacias, serviu na Primeira Guerra Mundial.

## Carreira
No início da Primeira Guerra Mundial, Pégoud se ofereceu para voar e foi imediatamente aceito como piloto de observação. Em 5 de fevereiro de 1915, ele e seu artilheiro foram creditados por derrubar dois aviões alemães e forçar outro a pousar. Logo ele estava pilotando aeronaves monoposto e em abril conquistou mais duas vitórias. Seu sexto sucesso veio em julho.
Não se sabe quantas das vitórias de Pégoud envolveram a destruição de aeronaves inimigas, já que o combate aéreo inicial era raro o suficiente para justificar o crédito por um pouso forçado. No entanto, é certo que Pégoud, em vez de Roland Garros (quatro vitórias documentadas e posteriores), foi o primeiro piloto a alcançar o status de ás de qualquer tipo. 

Em 31 de agosto de 1915, Pégoud foi abatido e morto por Unteroffizier Otto Kandulski, que havia sido seu aluno, enquanto interceptava um avião de reconhecimento alemão. Ele tinha 26 anos. A mesma tripulação alemã mais tarde jogou uma coroa de flores atrás das linhas francesas. Duas semanas depois, Kandulski foi abatido pelo piloto francês Roger Ronserail, ganhando a Ronserail o título de " Le Vengeur de Pégoud " ("O vingador de Pégoud").